# 12 Ore di Sebring 2012
La 12 Ore di Sebring 2012 è stata la sessantesima edizione della 12 Ore di Sebring. Vi hanno partecipato nove classi e ha fatto parte di due mondiali, l'American Le Mans Series e il nuovo Campionato del Mondo Endurance.

## Contesto

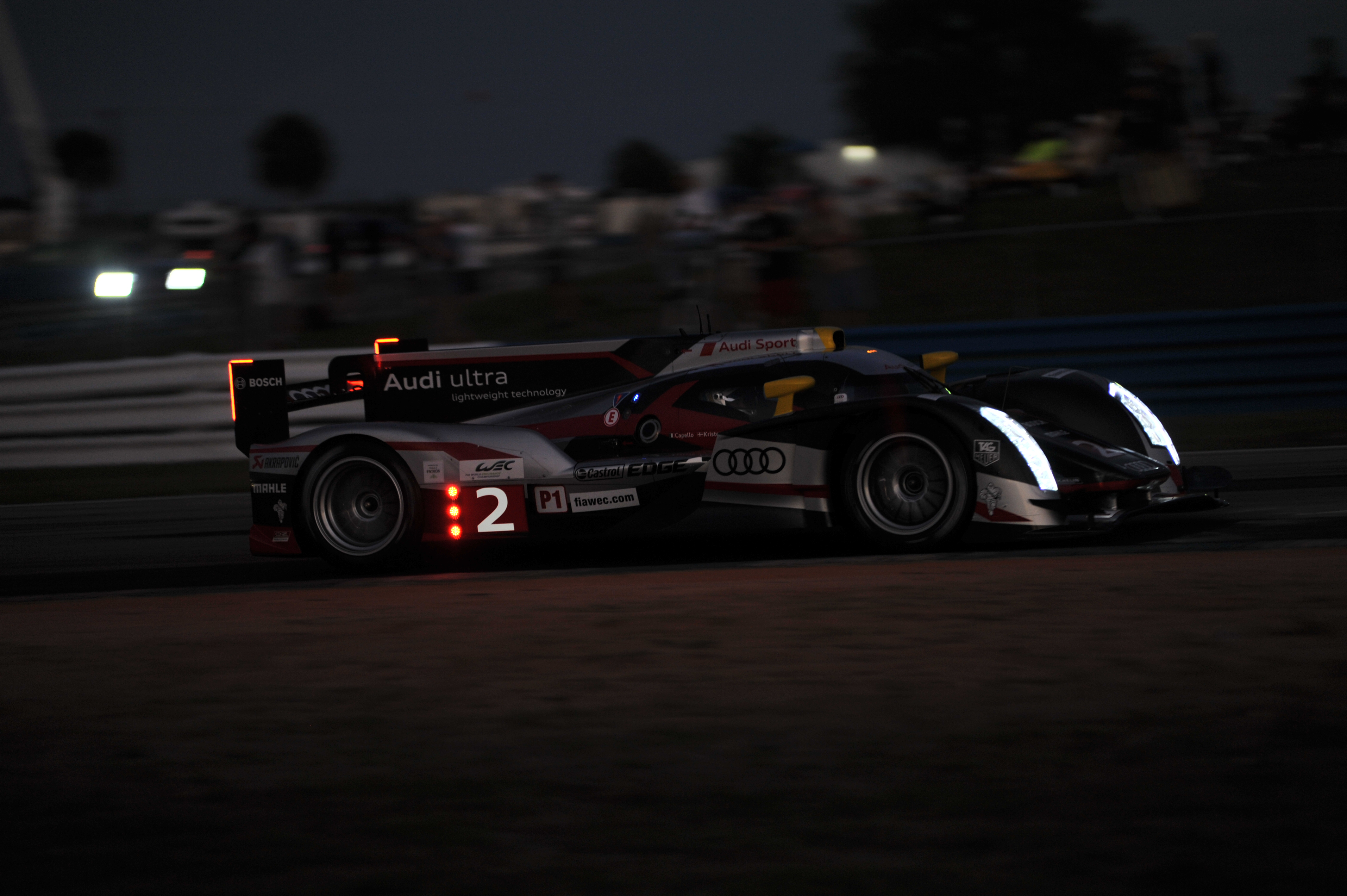
L'Audi R18 n2 vincitrice della corsa con Capello, Kristensen e McNish

La 12 Ore di Sebring è stato l'evento inaugurale della stagione 2012 dell'ALMS ma soprattutto la prima gara in assoluto del nuovo FIA WEC, un campionato mondiale endurance nato dalla ceneri del vecchio Campionato del mondo sportprototipi, soppresso nel 1993.
Alla fine la gara è stata vinta da Dindo Capello (al quinto successo), Tom Kristensen (al sesto successo, record assoluto) e Allan McNish su Audi R18 TDI che hanno preceduto la vettura gemella condotta da Timo Bernhard, Romain Dumas e Loïc Duval.
L'equipaggio vincitore, nelle 12 ore previste, ha completato 325 giri del circuito di Sebring.

## Risultati Gara
| Pos    | Classe    | No  | Team                         | Piloti                                                  | Vettura                  | Giri |
| ------ | --------- | --- | ---------------------------- | ------------------------------------------------------- | ------------------------ | ---- |
| 1      | LMP1      | 2   | Audi Sport Team Joest        | Allan McNish Tom Kristensen Rinaldo Capello             | Audi R18 TDI             | 325  |
| 2      | LMP1      | 3   | Audi Sport Team Joest        | Timo Bernhard Romain Dumas Loïc Duval                   | Audi R18 TDI             | 321  |
| 3      | LMP2      | 44  | Starworks Motorsport         | Ryan Dalziel Enzo Potolicchio Stéphane Sarrazin         | HPD ARX-03b              | 319  |
| 4      | P2        | 055 | Level 5 Motorsports          | Scott Tucker João Barbosa Christophe Bouchut            | HPD ARX-03b              | 319  |
| 5      | LMP2      | 24  | OAK Racing                   | Jacques Nicolet Olivier Pla Matthieu Lahaye             | Morgan LMP2              | 318  |
| 6      | LMP1      | 16  | Pescarolo Team               | Emmanuel Collard Jean-Christophe Boullion Julien Jousse | Pescarolo 01             | 318  |
| 7      | LMP2      | 49  | Pecom Racing                 | Luís Pérez Companc Soheil Ayari Pierre Kaffer           | Oreca 03                 | 317  |
| 8      | P1        | 016 | Dyson Racing Team            | Chris Dyson Guy Smith Steven Kane                       | Lola B12/60              | 317  |
| 9      | LMP2      | 41  | Greaves Motorsport           | Christian Zugel Ricardo González Elton Julian           | Zytek Z11SN              | 316  |
| 10     | LMP1      | 21  | Strakka Racing               | Nick Leventis Jonny Kane Danny Watts                    | HPD ARX-03a              | 316  |
| 11     | LMP2      | 25  | ADR-Delta                    | John Martin Robbie Kerr Tor Graves                      | Oreca 03                 | 315  |
| 12     | PC        | 06  | CORE Autosport               | E. J. Viso Alex Popow Burt Frisselle                    | Oreca FLM09              | 312  |
| 13     | PC        | 52  | PR1 Mathiasen Racing         | Butch Leitzinger Ken Dobson Rudy Junco, Jr.             | Oreca FLM09              | 311  |
| 14 DNF | LMP2      | 31  | Lotus                        | Thomas Holzer Mirco Schultis Luco Moro                  | Lola B12/80              | 310  |
| 15     | PC        | 05  | CORE Autosport               | Colin Braun Jon Bennett Eric Lux                        | Oreca FLM09              | 310  |
| 16     | LMP1      | 1   | Audi Sport Team Joest        | André Lotterer Benoît Tréluyer Marcel Fässler           | Audi R18 TDI             | 310  |
| 17     | LMP1      | 22  | JRM                          | Peter Dumbreck David Brabham Karun Chandhok             | HPD ARX-03a              | 309  |
| 18     | GT        | 56  | BMW Team RLL                 | Dirk Müller Joey Hand Jonathan Summerton                | BMW M3 GT2               | 307  |
| 19     | GT        | 03  | Corvette Racing              | Jan Magnussen Jordan Taylor Antonio García              | Chevrolet Corvette C6.R  | 307  |
| 20     | LMGTE Pro | 71  | AF Corse                     | Andrea Bertolini Olivier Beretta Marco Cioci            | Ferrari 458 Italia GT2   | 307  |
| 21     | GT        | 4   | Corvette Racing              | Oliver Gavin Tommy Milner Richard Westbrook             | Chevrolet Corvette C6.R  | 307  |
| 22     | GT        | 155 | BMW Team RLL                 | Bill Auberlen Jörg Müller Uwe Alzen                     | BMW M3 GT2               | 307  |
| 23     | LMGTE Pro | 77  | Team Felbermayr-Proton       | Marc Lieb Richard Lietz Patrick Pilet                   | Porsche 997 GT3-RSR      | 306  |
| 24     | GT        | 48  | Paul Miller Racing           | Bryce Miller Sascha Maassen Rob Bell                    | Porsche 997 GT3-RSR      | 303  |
| 25     | PC        | 7   | Merchant Services Racing     | Chapman Ducote Javier Acheverria Pablo Sanchez          | Oreca FLM09              | 303  |
| 26     | GT        | 044 | Flying Lizard Motorsports    | Seth Neiman Darren Law Andy Lally                       | Porsche 997 GT3-RSR      | 303  |
| 27     | GT        | 02  | Extreme Speed Motorsports    | Ed Brown Jeff Segal Anthony Lazzaro                     | Ferrari 458 Italia GT2   | 303  |
| 28 DNF | P1        | 6   | Muscle Milk Pickett Racing   | Klaus Graf Lucas Luhr Simon Pagenaud                    | HPD ARX-03a              | 302  |
| 29     | LMGTE Am  | 88  | Team Felbermayr-Proton       | Christian Ried Gianluca Roda Paolo Ruberti              | Porsche 997 GT3-RSR      | 298  |
| 30     | P2        | 54  | Black Swan Racing            | Tim Pappas Bret Curtis Jon Fogarty                      | Lola B11/80              | 298  |
| 31     | LMGTE Am  | 70  | Larbre Compétition           | Pascal Gibon Christophe Bourret Jean-Philippe Belloc    | Chevrolet Corvette C6.R  | 297  |
| 32     | LMP1      | 12  | Rebellion Racing             | Nicolas Prost Neel Jani Nick Heidfeld                   | Lola B11/60              | 296  |
| 33     | GTC       | 023 | Alex Job Racing              | Bill Sweedler Townsend Bell Dion von Moltke             | Porsche 997 GT3 Cup      | 292  |
| 34     | LMGTE Pro | 97  | Aston Martin Racing          | Stefan Mücke Darren Turner Adrián Fernández             | Aston Martin Vantage GTE | 292  |
| 35     | GTC       | 022 | Alex Job Racing              | Cooper MacNeil Leh Keen Louis-Philippe Dumoulin         | Porsche 997 GT3 Cup      | 291  |
| 36     | LMP1      | 13  | Rebellion Racing             | Andrea Belicchi Harold Primat Jeroen Bleekemolen        | Lola B11/60              | 291  |
| 37     | GTC       | 34  | Green Hornet Racing          | Peter LeSaffre Damien Faulkner Sebastiaan Bleekemolen   | Porsche 997 GT3 Cup      | 290  |
| 38     | GT        | 17  | Team Falken Tire             | Bryan Sellers Wolf Henzler Martin Ragginger             | Porsche 997 GT3-RSR      | 290  |
| 39 DNF | LMGTE Am  | 50  | Larbre Compétition           | Patrick Bornhauser Julien Canal Pedro Lamy              | Chevrolet Corvette C6.R  | 288  |
| 40     | GTC       | 66  | TRG                          | Spencer Pumpelly Marc Bunting Emilio Di Guida           | Porsche 997 GT3 Cup      | 287  |
| 41     | LMGTE Am  | 61  | AF Corse-Waltrip             | Robert Kauffman Michael Waltrip Rui Águas               | Ferrari 458 Italia GT2   | 283  |
| 42     | PC        | 5   | Muscle Milk Pickett Racing   | Memo Gidley Michael Guasch Roger Wills                  | Oreca FLM09              | 282  |
| 43     | GTC       | 11  | JDX Racing                   | Chris Cumming Kevin Estre Mark Bullitt                  | Porsche 997 GT3 Cup      | 282  |
| 44     | P2        | 37  | Conquest Endurance           | Martin Plowman David Heinemeier Hansson Jan Heylen      | Morgan LMP2              | 281  |
| 45     | GTC       | 024 | Competition Motorsports      | Bob Faieta Cort Wagner Michael Avenatti                 | Porsche 997 GT3 Cup      | 279  |
| 46     | GT        | 01  | Extreme Speed Motorsports    | Scott Sharp Johannes van Overbeek Guy Cosmo             | Ferrari 458 Italia GT2   | 278  |
| 47     | LMP2      | 28  | Gulf Racing Middle East      | Fabien Giroix Maxime Jousse Stefan Johansson            | Lola B12/80              | 277  |
| 48     | GTC       | 32  | GMG Racing                   | James Sofronas Alex Welch René Villeneuve               | Porsche 997 GT3 Cup      | 276  |
| 49     | PC        | 18  | Performance Tech Motorsports | Anthony Nicolosi Ricardo Vera Raphael Matos             | Oreca FLM09              | 274  |
| 50     | LMGTE Am  | 57  | Krohn Racing                 | Tracy Krohn Niclas Jonsson Michele Rugolo               | Ferrari 458 Italia GT2   | 265  |
| 51     | PC        | 9   | RSR Racing                   | Bruno Junqueira Tomy Drissi Roberto González            | Oreca FLM09              | 255  |
| 52     | LMGTE Am  | 55  | JWA-Avila                    | Bill Binnie Joël Camathias Markus Palttala              | Porsche 997 GT3-RSR      | 252  |
| 53     | GT        | 45  | Flying Lizard Motorsports    | Patrick Long Jörg Bergmeister Marco Holzer              | Porsche 997 GT3-RSR      | 251  |
| 54 DNF | GTC       | 031 | NGT Motorsport               | Nicki Thiim Angel Benitez, Sr. Angel Benitez, Jr.       | Porsche 997 GT3 Cup      | 236  |
| 55 DNF | LMP1      | 15  | OAK Racing                   | Guillaume Moreau Dominik Kraihamer Bertrand Baguette    | OAK Pescarolo 01         | 233  |
| 56 DNF | GTC       | 30  | NGT Motorsport               | Sean Edwards Henrique Cisneros Carlos Kauffman          | Porsche 997 GT3 Cup      | 205  |
| 57 DNF | PC        | 025 | Dempsey Racing               | Duncan Ende Henri Richard Dane Cameron                  | Oreca FLM09              | 172  |
| 58 DNF | P2        | 95  | Level 5 Motorsports          | Scott Tucker Luis Díaz Ryan Hunter-Reay                 | HPD ARX-03b              | 85   |
| 59 DNF | LMP2      | 23  | Signatech Nissan             | Franck Mailleux Jordan Tresson Olivier Lombard          | Oreca 03                 | 85   |
| 60 DNF | LMGTE Pro | 59  | Luxury Racing                | Frédéric Makowiecki Jaime Melo Jean-Karl Vernay         | Ferrari 458 Italia GT2   | 83   |
| 61 DNF | PC        | 8   | Merchant Services Racing     | Kyle Marcelli Dean Sterling Lucas Downs                 | Oreca FLM09              | 38   |
| 62 DNF | LMGTE Am  | 58  | Luxury Racing                | Pierre Ehret Dominik Farnbacher François Jakubowski     | Ferrari 458 Italia GT2   | 0    |
| EX     | LMGTE Pro | 51  | AF Corse                     | Giancarlo Fisichella Gianmaria Bruni Toni Vilander      | Ferrari 458 Italia GT2   | —    |
| EX     | LMP2      | 29  | Gulf Racing Middle East      | Frédéric Fatien Keiko Ihara Jean-Denis Délétraz         | Lola B12/80              | —    |